# South Lakeland
South Lakeland – dawny dystrykt niemetropolitalny w hrabstwie Kumbria w Anglii. Utworzony został 1 kwietnia 1974, a zlikwidowany 1 kwietnia 2023; włączony do nowo utworzonej jednostki typu unitary authority Westmoreland and Furness.

## Miasta
- Ambleside
- Bowness-on-Windermere
- Broughton in Furness
- Grange-over-Sands
- Kendal
- Kirkby Lonsdale
- Milnthorpe
- Sedbergh
- Ulverston
- Windermere

## Inne miejscowości
Ackenthwaite, Aldingham, Allithwaite, Arnside, Ayside, Backbarrow, Barbon, Baycliff, Beetham, Brigsteer, Burneside, Burton-in-Kendal, Cark, Cartmel, Casterton, Clappersgate, Clawthorpe, Colton, Coniston, Cowgill, Crook, Crosscrake, Dent, Elterwater, Finsthwaite, Firbank, Grasmere, Grayrigg, Greenodd, Haverthwaite, Hawkshead, Heversham, High Newton, Holme, Hutton Roof, Ings, Kentmere, Kents Bank, Killington, Kirkby-in-Furness, Leece, Levens, Lowick, Lupton, Mansergh, Mansriggs, Meathop, Middleshaw, Middleton, Natland, New Hutton, Oxenholme, Roger Ground, Scales, Seathwaite, Sedgwick, Stainton, Staveley, Staveley-in-Cartmel, Swarthmoor, Underbarrow.